# ترام‌لینک
ترام‌لینک (انگلیسی: Tramlink) یک سیستم تراموا برقی و قطار سبک شهری در لندن است.
این قطار شهری در لندن جنوبی ساخته شده دارای ۴ خط و ۳۹ ایستگاه می‌باشد و در مه ۲۰۰۰ میلادی تأسیس شده است.

## نگارخانه

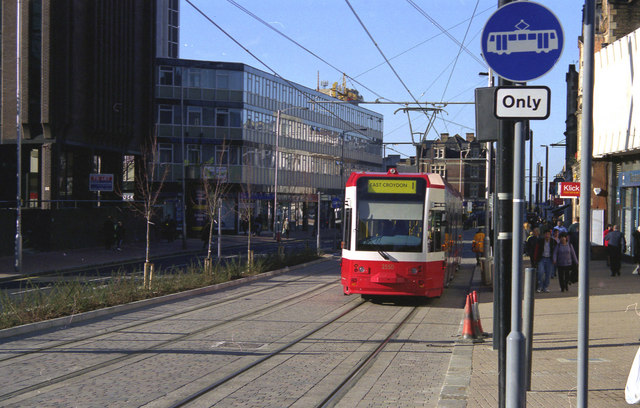
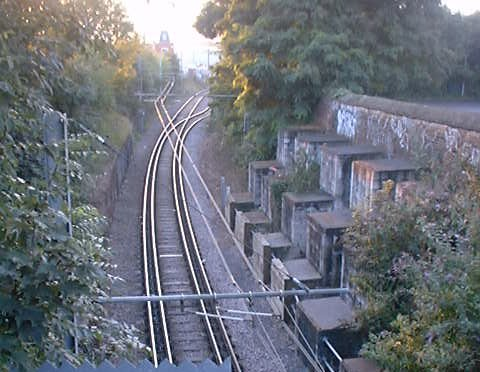
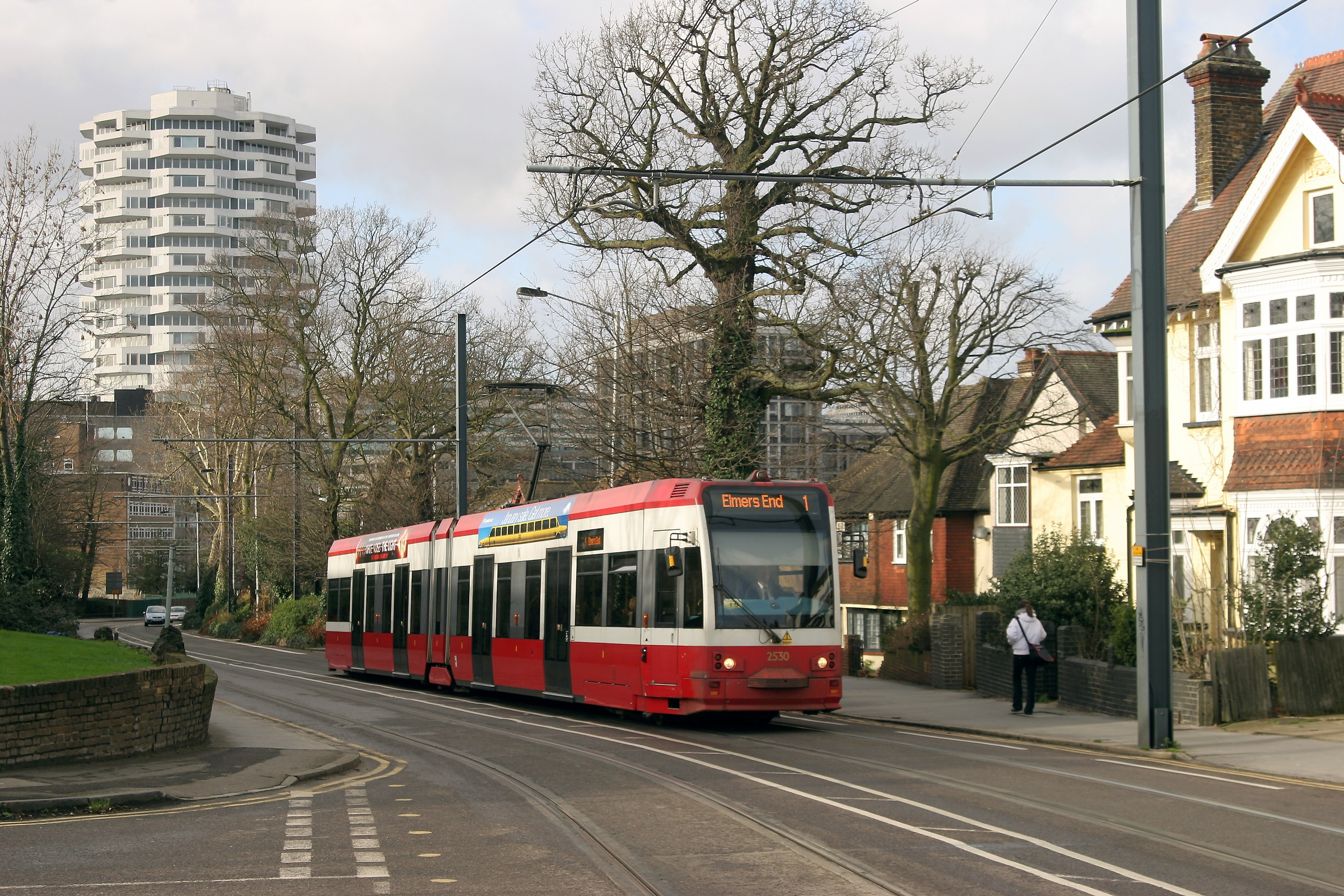
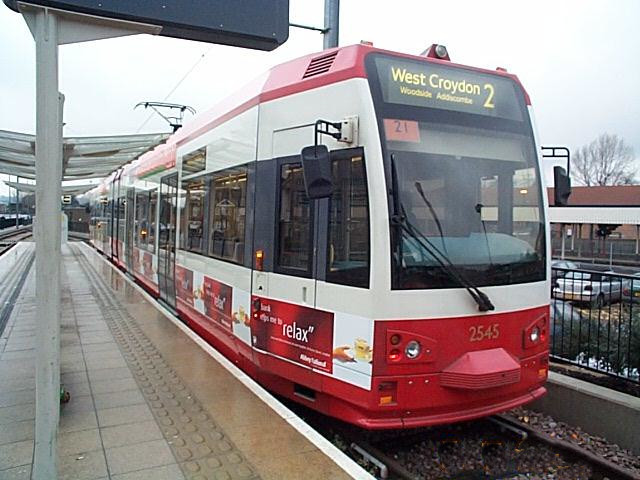
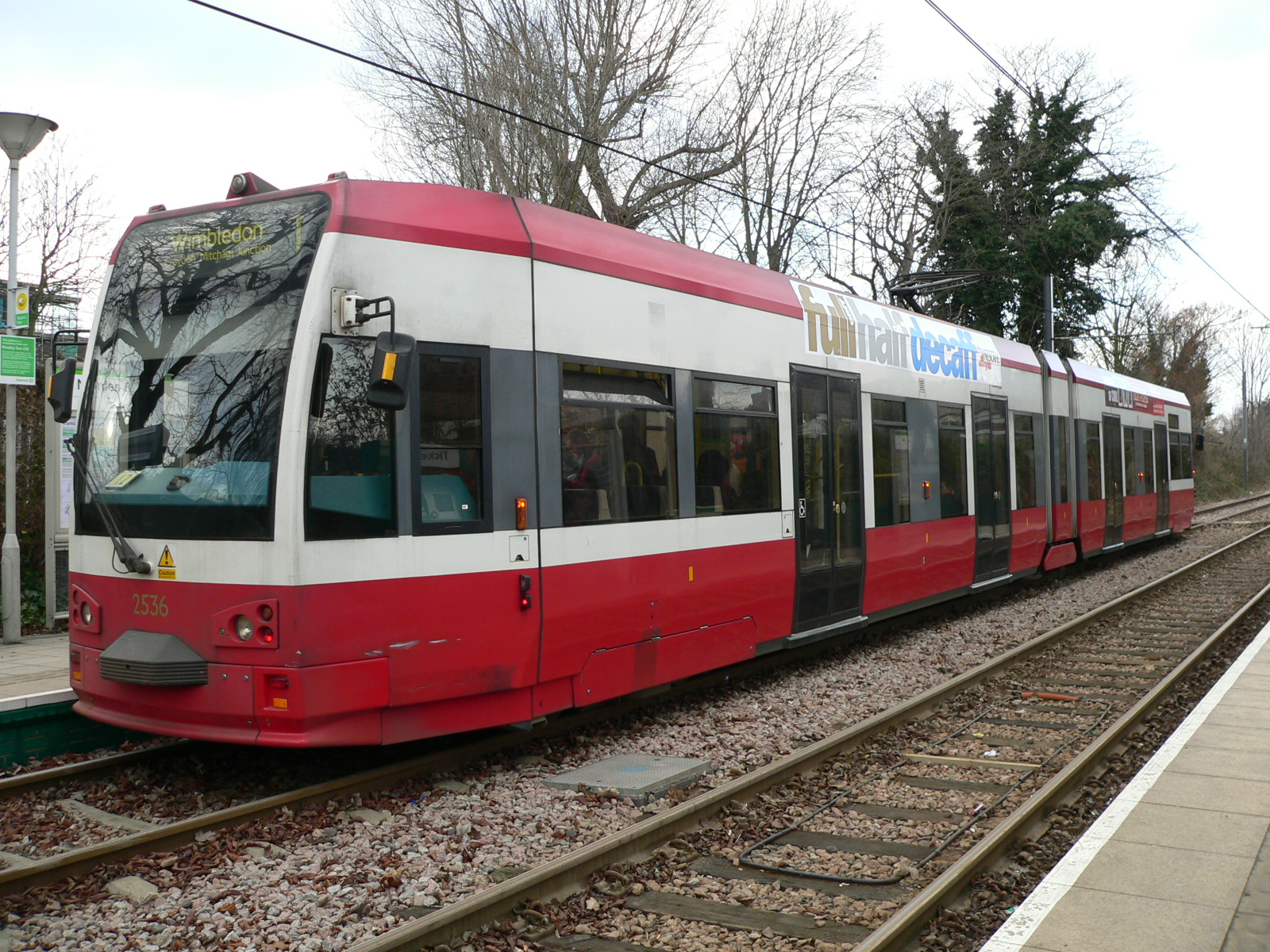
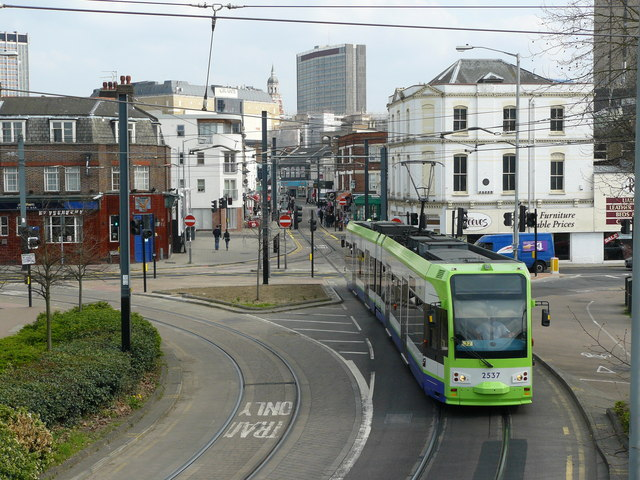
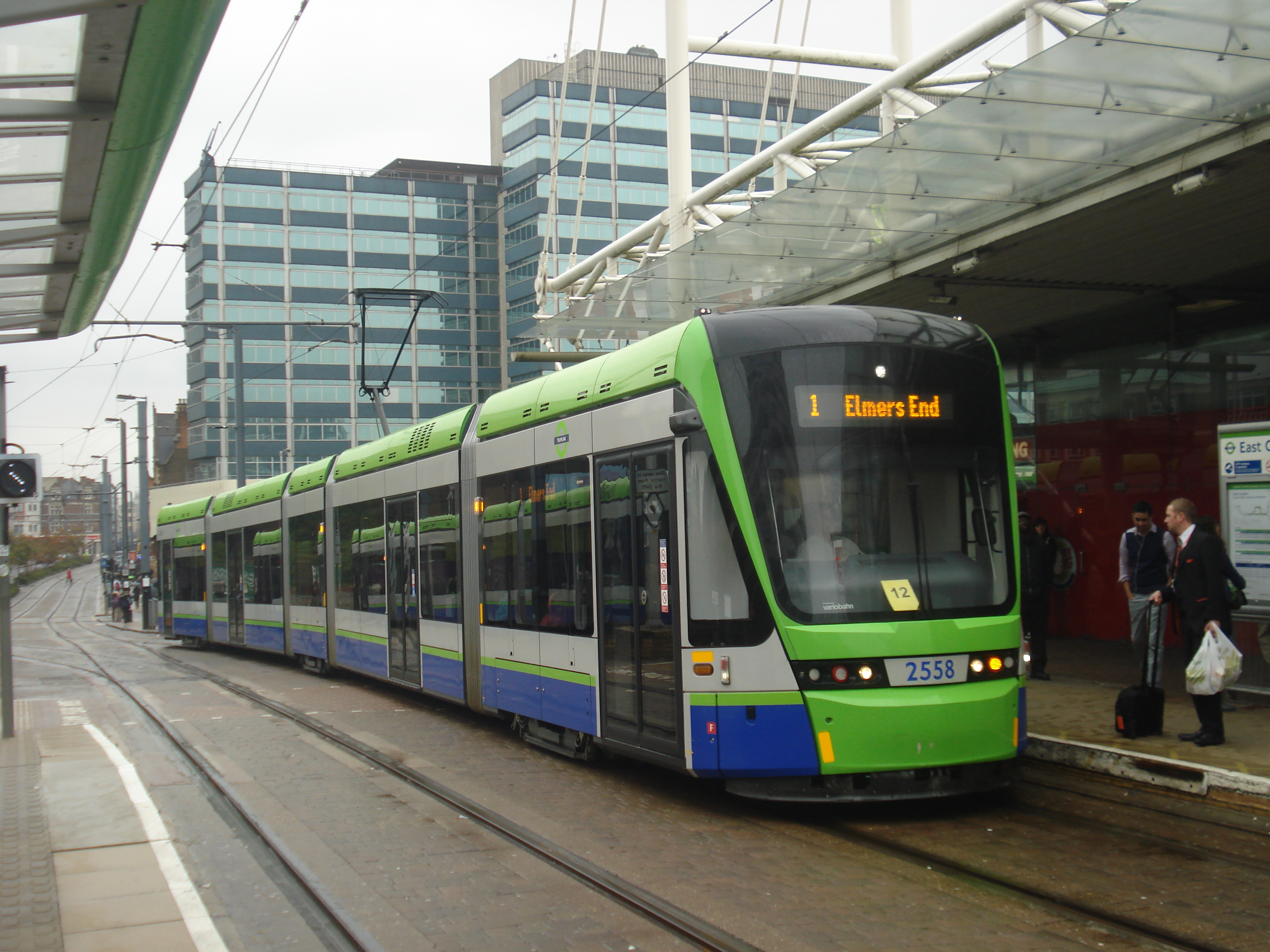
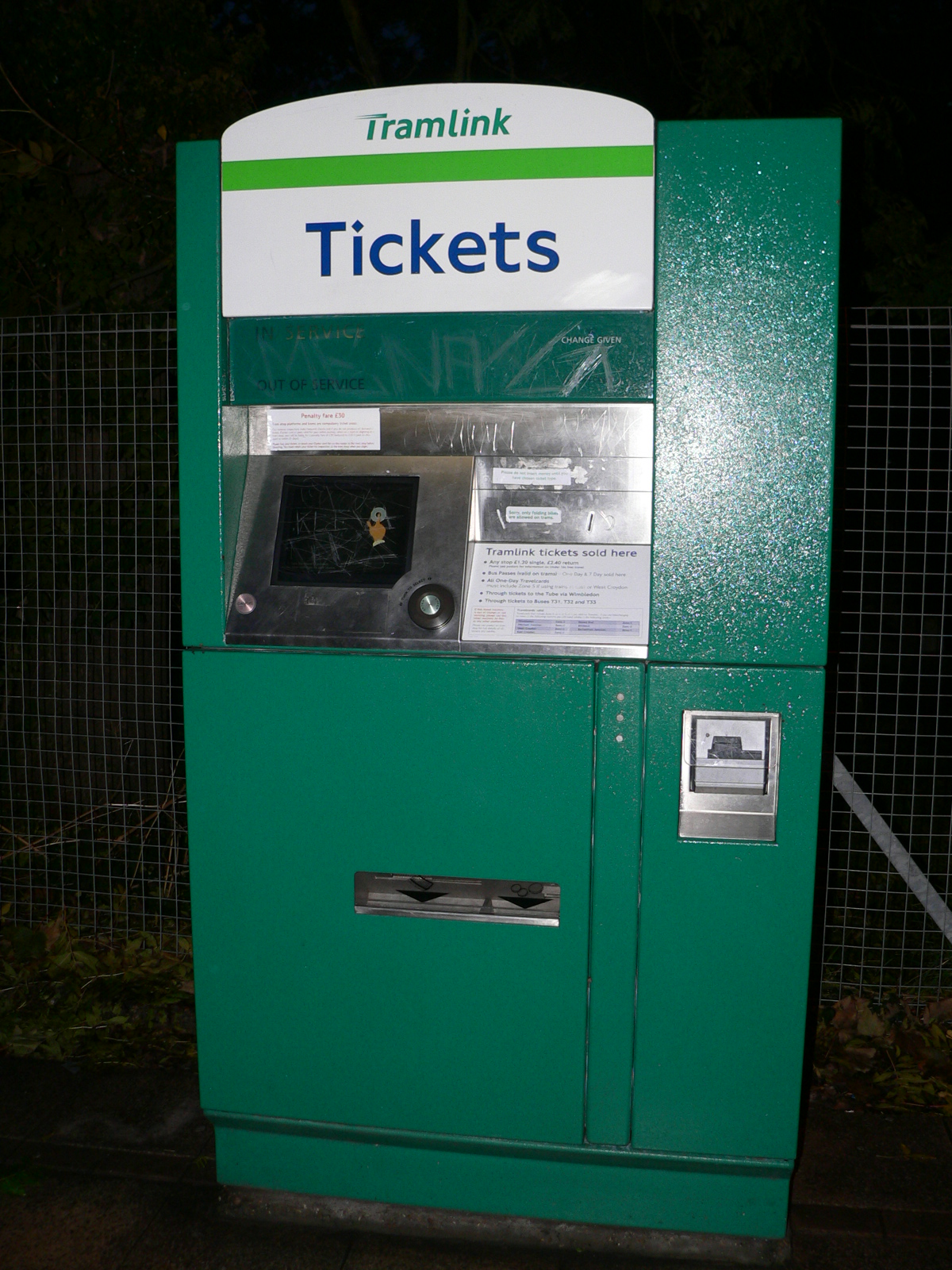
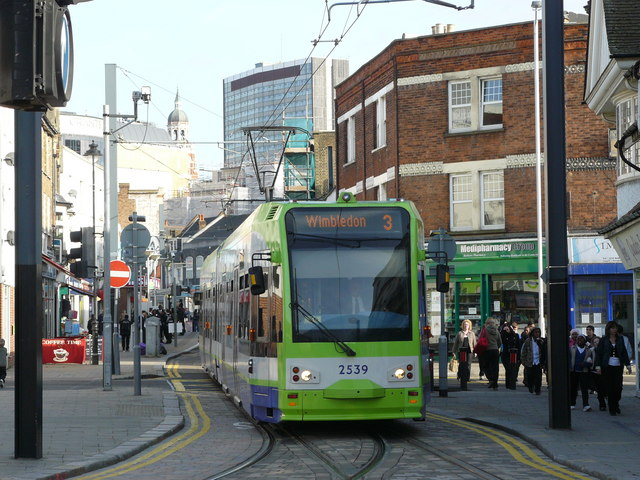